# Peisistratos

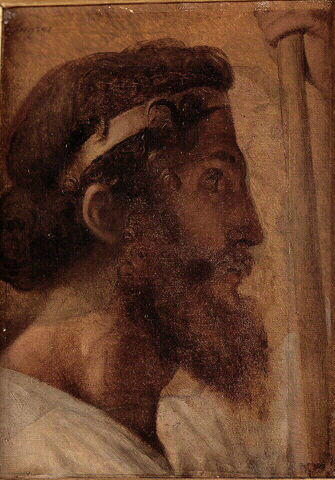
Kopf des Peisistratos und die linke Hand des Alkibiades (datiert zwischen 1824 und 1834)

Peisistratos (altgriechisch Πεισίστρατος Peisístratos, lateinisch Pisistratus, * wohl um 600 v. Chr.; † 528/527 v. Chr.) wurde durch einen bewaffneten Staatsstreich zum Begründer der Peisistratiden-Tyrannis in Athen.

## Überlieferte Geschichte
Es gibt keine zeitgenössischen literarischen Quellen zu Peisistratos. Gemäß der späteren Überlieferung war er der Sohn des Hippokrates (nicht zu verwechseln mit dem gleichnamigen Arzt) und ein entfernter jüngerer Verwandter Solons, des athenischen Reformers in archaischer Zeit. Geboren wurde er wohl etwa 600 v. Chr. auf dem Landgut seines Vaters in Brauron. Laut Herodot sollen seiner Geburt, wie bei vielen Tyrannen, unheilvolle Vorzeichen vorangegangen sein.
Nachdem Solon Athen verlassen hatte (angeblich 565 v. Chr.), trat Peisistratos mit einer Anhängerschaft, die nach Herodot hauptsächlich aus dem attischen Bergland stammte, als Herrschaftsprätendent auf. Dabei stand er in Konkurrenz zu zwei anderen renommierten Adligen, Lykurg und Megakles, die ihre jeweilige Anhängerschaft wiederum laut Herodot in der attischen Ebene bzw. im Küstenstreifen besaßen. Wohl 561 v. Chr. stürmte er mit einem Trupp von bewaffneten Anhängern die Akropolis und ließ sich zum Tyrannen ausrufen, indem er vorgab, seine Feinde trachteten ihm nach dem Leben. Er konnte sich allerdings nicht lange halten, denn nur kurz darauf wurde er von den beiden Konkurrenten aus seiner Position verjagt.
Doch bald danach wandte sich das Glück, so Herodot, wieder zugunsten des Peisistratos, als Megakles sich im Streit von Lykurg trennte und sich Peisistratos unter der Bedingung anschloss, dass dieser seine Tochter heiraten würde. Peisistratos willigte ein und konnte die Macht angeblich durch eine List wiedererlangen: Er fuhr auf einem Wagen durch Athen, neben sich eine als Athene verkleidete Frau. Megakles überzeugte die verblüfften Athener, so heißt es, dass es sich hierbei wirklich um die Schutzgöttin der Stadt handelte. Die Athener nahmen dies als Zeichen und akzeptierten Peisistratos als Tyrannen.
Doch hatte Peisistratos diese Position erneut nicht lange inne. Herodot berichtet, Megakles sei nach einiger Zeit verärgert gewesen, weil Peisistratos sich weigerte, Kinder mit dessen Tochter zu zeugen. Darum schloss er sich wieder Lykurg an und verjagte Peisistratos erneut. Dieser ließ sich auf Euböa nieder und kam im Silberbergbau zu einem beträchtlichen Vermögen, mit dem er nach zehnjährigem Exil eine Söldnertruppe für die gewaltsame Rückkehr nach Athen finanzieren konnte. Mit Hilfe des Lygdamis von Naxos konnte er den Widerstand der Verteidiger brechen. Erst im dritten Anlauf also wurde er auf Dauer zum Alleinherrscher und Tyrannen, denn diesmal konnte er sich in der Schlacht von Pallene gegenüber seinen Gegnern nachhaltig durchsetzen und herrschte ab 546/545 v. Chr. 18 Jahre bis zu seinem Tod.

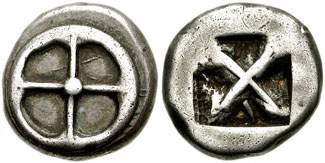
Athenische Drachme aus der Zeit 545–510 v. Chr.

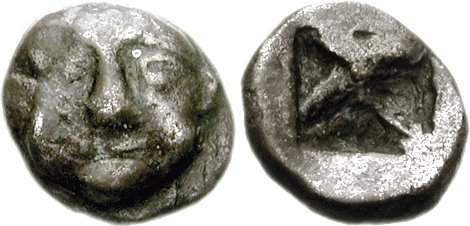
Athenischer Obolus aus der Zeit 545–525 v. Chr.

Nachdem er Lygdamis mit der Tyrannis von Naxos entlohnt hatte und sich keiner Opposition mehr stellen musste, da die meisten anderen Aristokraten kooperierten oder ins Exil gingen, brach unter Peisistratos offenbar eine im Großen und Ganzen ruhige Zeit an: Der armen Kleinbauernschaft half er mit Krediten und ließ die solonische Rechtsordnung fortbestehen. Sich selbst umgab er mit einer Leibgarde aus Söldnern und nutzte seine Stellung zur Einflussnahme auf die Besetzung der wichtigen Ämter. Peisistratos förderte die religiösen Kulte, ließ einen großen Zeustempel beginnen, das Olympieion (das erst Kaiser Hadrian Jahrhunderte später vollendete) und unterstützte massiv die Verehrung von Athene und Dionysos. Außerdem war er anscheinend den bildenden Künsten zugetan und unterstützte zahlreiche Künstler. Auch eine der ersten Bibliotheken geht auf ihn zurück. Vor allem aber florierte die attische Wirtschaft unter seiner Herrschaft, da er sie unter anderem mit der Einführung des Münzwesens in Attika (um 550 v. Chr.) und mit der Unterstützung großangelegter Feiern ankurbelte. Allerdings ist die Zurückführung dieser Maßnahmen auf Peisistratos historisch nicht zweifelsfrei. Auch ob er eine regelmäßige Steuer erheben ließ, wie die späteren Quellen behaupten, ist umstritten.
Nach dem Tod des Peisistratos (528/27 v. Chr.) folgten ihm seine Söhne Hippias und Hipparchos in der Herrschaft nach, bis die Tyrannis 510 durch Sparta beendet wurde.

## Bilder

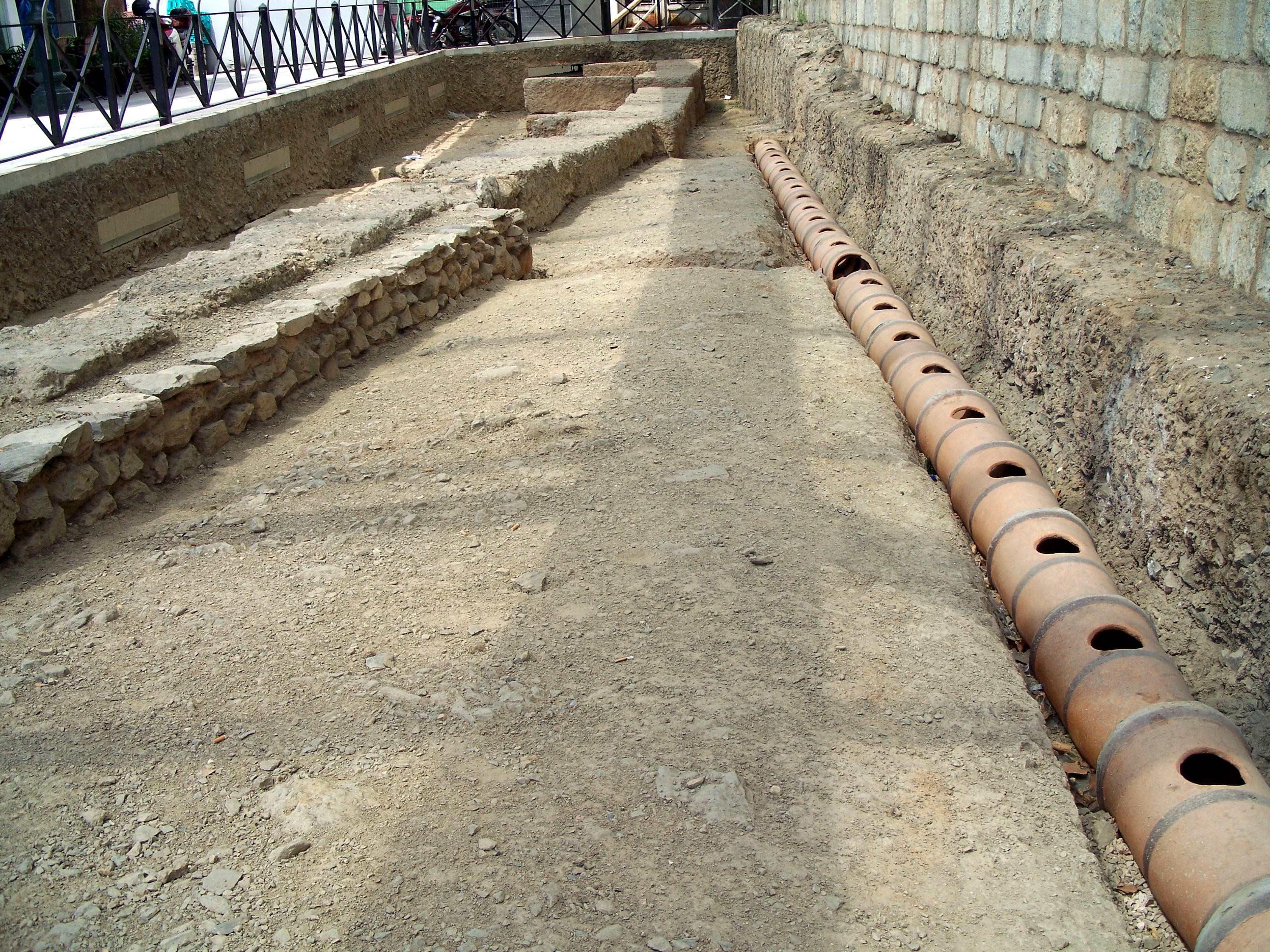
Wasserleitung des Peisistratos (am Syntagma-Platz)
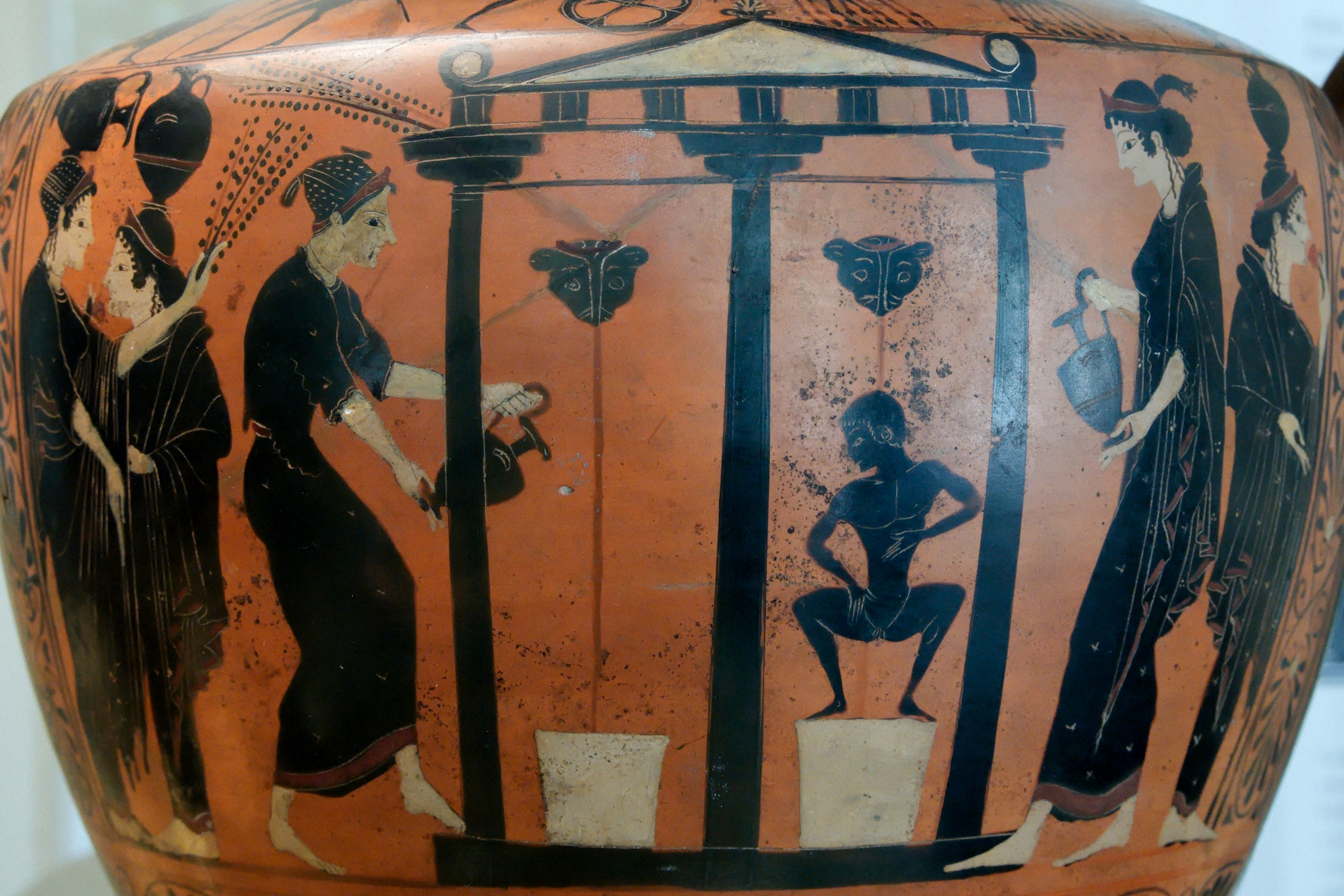
Abbildung eines unter Peisistratos errichteten Brunnenhauses (um 520 v. Chr.)
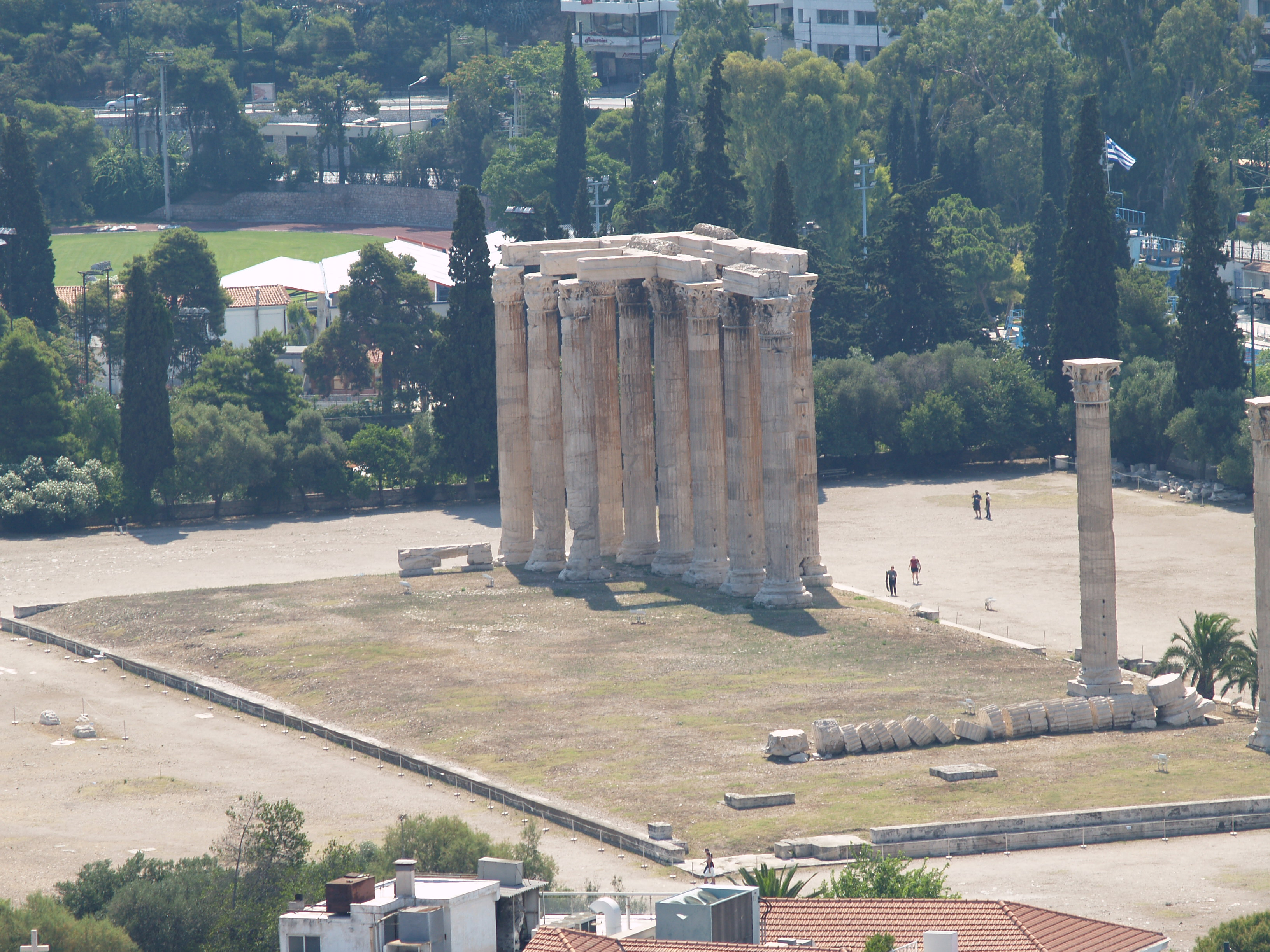
Überreste des (hadrianischen) Olympieion